# Dot Time Records
Dot Time Records ist ein unabhängiges amerikanisches Musiklabel für Jazz, Blues und Weltmusik, das 2012 in Long Beach (New York) von Jo Bickhardt und Jerry Roche gegründet wurde, die das Tonträgerunternehmen bis heute betreiben.

## Geschichte
Seit seinem Beginn hat Dot Time Records sowohl etablierte als auch neu entdeckte Musiker unter Vertrag, ohne sich auf die USA zu beschränken. Das Label veröffentlichte Alben von Zach Brock, Deborah J. Carter, Phil Markowitz, Catherine Russell, Uli Beckerhoff, Júlia Karosi, Franklin Kiermyer, oder Stefan Bauer, aber auch von David Pastor, Marijke Jährling und Tiziano Bianchi. 2016 eröffnete das Label auch ein europäisches Büro (in Bremen, wo es auch aufnimmt). Neben aktuellen Veröffentlichungen stehen in der Legends-Serie Wiederauflagen oder Archivschätze, etwa von Louis Armstrong, Ella Fitzgerald, Chet Baker (mit Wolfgang Lackerschmid) oder Lennie Tristano (The Duo Sessions), die sorgfältig editiert und mit Liner Notes von Fachleuten versehen sind.